# Établissement du service d'infrastructure de la Défense Île de France
Le Service d'Infrastructure de la Défense Île-de-France (SID-IDF) est un des établissements déconcentrés du Service d'infrastructure de la Défense, implantée au sein du Camp des Loges, qui est chargé de l'aménagement et de l'entretien des infrastructures militaires de la base de défense Île-de-France.

## Historique
En application de l'arrêté du 25 septembre 2008, la Direction régionale du génie de la région Terre Île-de-France a pris l'appellation de « Direction régionale du service d'infrastructure de la Défense » ; début 2011, elle a à nouveau changé son nom pour « Établissement du service d'infrastructure de la Défense Île de France ».
L'ESID Île de France reprend notamment les missions de l'Établissement du génie de Paris dissous. Son champ d'intervention couvre des implantations de l'Armée de terre, de l'Armée de l'air et de l'espace, de la direction générale de l'armement, du service de santé des armées (hôpital d'instruction des armées Percy, hôpital d'instruction des armées Bégin).

## Organisation
L'ESID Île-de-France est organisé en trois divisions principales :
- Division investissement (DIV INV)
- Division plan (DIV PLAN)
- Division gestion du patrimoine (DIV GP)

La direction proprement dite comporte un secrétariat général (SG), chargé des ressources financières et humaines et du service général, un service domanial (DOM), chargé de l'administration du domaine de la défense, et un service de pilotage et d'assistance au commandement (PAC). 
L'ESID se compose de personnels civils et militaires, dans les filières techniques et administratives. Depuis la création du service d'infrastructure de la défense (SID) en septembre 2005, le personnel militaire provient d'origines interarmées. Les personnels militaires de l'ESID sont des officiers : ingénieurs militaires d'infrastructure ou officiers de l'armée de terre; et des sous-officiers issus des trois armées mais principalement de l'Armée de terre. Les personnels civils sont les ingénieurs d'études et fabrications, les techniciens supérieurs d'études et fabrications, techniciens du ministère des armées, ingénieurs ou techniciens sous contrat, techniciens sous statut ouvrier, chefs d'équipe et ouvriers de l'État. Dans les filières administratives, les personnels sont des attachés du ministère de la défense, des agents administratifs.